# Дарій II
Да́рій II Нот (давньоперс. 𐎭𐎠𐎼𐎹𐎺𐎢𐏁, латиніз. Dārayavahuš; ?—404 до н. е.) — цар Персії з династії Ахеменідів, що правив з 423 по 404 р. до н. е. Молодший син Артаксеркса I Довгорукого, брат Ксеркса II.
До вступу на престол був сатрапом Гірканії і носив, згідно класичним грецьким джерелам, ім'я Ох (давньоперс. *Vauka або *Va(h)uš; аккад. Ú-ma-kušor Ú-ma-su). За підтримки групи впливових осіб захопив владу, стративши Согдіана, і прийняв тронне ім'я Дарій. Найбільш рання дата, датуюча правління Дарія і відома нам — це 13 лютого 423 року до н. е.